# الشالجية
الشالجية هي حي سكني في بغداد يقع في جانب الكرخ قرب العطيفية وشارع حيفا.
يقع ملعب الزوراء في حي الشالجية.